# Janomima ibandana
Janomima ibandana är en fjärilsart som beskrevs av Ugo Dall'asta 1979. Janomima ibandana ingår i släktet Janomima och familjen Eupterotidae. Inga underarter finns listade i Catalogue of Life.